# Kirke og orgel
Kirke og Orgel er en spillefilm fra 1932 instrueret af George Schnéevoigt efter manuskript af Fleming Lynge. Filmen er et poetisk melodrama, formentlig inspireret af Holger Drachmanns værk med samme titel .

## Handling
Anno 1826. Grethi Birger er 17 år - og står nu helt alene i verden. Hendes moder, den store sangerinde, er død i Paris - på koncerttribunen. En fader har hun aldrig kendt, og Grethi søger da til moderens eneste søster, Moster Birger, der har et vaskeri i den fjerne lille provinsby. Samlivet med moderen har lært Grethi at elske musikken, tonerne, kunsten - alt det, der er bandlyst fra mosterens hus. Hun er et strengt religiøst gemyt, der modtager søsterdatteren med kølig godhed.

## Medvirkende
- Karin Nellemose
- Karen Poulsen
- Svend Methling
- Thorkild Roose
- Clara Pontoppidan
- Elith Pio
- Holger Reenberg
- Kai Holm
- Mathilde Nielsen

## Eksterne Henvisninger
- Kirke og orgel på Internet Movie Database (engelsk)
- Kirke og orgel på Filmdatabasen
- Kirke og orgel på danskefilm.dk
- Kirke og orgel på danskfilmogtv.dk
- Kirke og orgel i Svensk Filmdatabas (svensk)
- Kirke og orgel på The Movie Database (engelsk)